# Laupheim
 (mai 2024).
La mise en forme du texte ne suit pas les recommandations de Wikipédia : il faut le « wikifier ».
Les points d'amélioration suivants sont les cas les plus fréquents :
- Les titres sont pré-formatés par le logiciel. Ils ne sont ni en capitales, ni en gras.
- Le texte ne doit pas être écrit en capitales (les noms de famille non plus), ni en gras, ni en italique, ni en « petit »…
- Le gras n'est utilisé que pour surligner le titre de l'article dans l'introduction, une seule fois.
- L'italique est rarement utilisé : mots en langue étrangère, titres d'œuvres, noms de bateaux, etc.
- Les citations ne sont pas en italique mais en corps de texte normal. Elles sont entourées par des guillemets français : « et ».
- Les listes à puces sont à éviter, des paragraphes rédigés étant largement préférés. Les tableaux sont à réserver à la présentation de données structurées (résultats, etc.).
- Les appels de note de bas de page (petits chiffres en exposant, introduits par l'outil «  Source ») sont à placer entre la fin de phrase et le point final[comme ça].
- Les liens internes (vers d'autres articles de Wikipédia) sont à choisir avec parcimonie. Créez des liens vers des articles approfondissant le sujet. Les termes génériques sans rapport avec le sujet sont à éviter, ainsi que les répétitions de liens vers un même terme.
- Les liens externes sont à placer uniquement dans une section « Liens externes », à la fin de l'article. Ces liens sont à choisir avec parcimonie suivant les règles définies. Si un lien sert de source à l'article, son insertion dans le texte est à faire par les notes de bas de page.
- La présentation des références doit suivre les conventions bibliographiques. Il est recommandé d'utiliser les modèles {{Ouvrage}}, {{Chapitre}}, {{Article}}, {{Lien web}} et/ou {{Bibliographie}}. Le mode d'édition visuel peut mettre en forme automatiquement les références.
- Insérer une infobox (cadre d'informations à droite) n'est pas obligatoire pour parachever la mise en page.

Pour une aide détaillée, merci de consulter Aide:Wikification.
Si vous pensez que ces points ont été résolus, vous pouvez retirer ce bandeau et améliorer la mise en forme d'un autre article.
Laupheim est une ville du sud de l'Allemagne dans le land du Bade-Wurtemberg.

## Histoire
| Appartenances historiques Duché d'Autriche 1331–1453 Archiduché d'Autriche 1453–1806 Royaume de Wurtemberg 1806–1918 République de Weimar 1918–1933 Reich allemand 1933–1945 Allemagne occupée 1945–1949 Allemagne 1949–présent |

Laupheim est déjà mentionné en 778 et a obtenu son droit de cité en 1869. L'une des principales routes commerciales, d'Ulm à Ravensburg, puis en direction du lac de Constance parcourait Laupheim. Aujourd'hui, elle se trouve sur la Route baroque de Haute-Souabe.
La cité s'est développée à partir d'un habitat rural dans une petite zone urbaine. Aujourd'hui, Laupheim abrite un certain nombre de petites et moyennes industries et entreprises. L'un des employeurs les plus importants est l'armée allemande, qui y maintient une base aérienne.

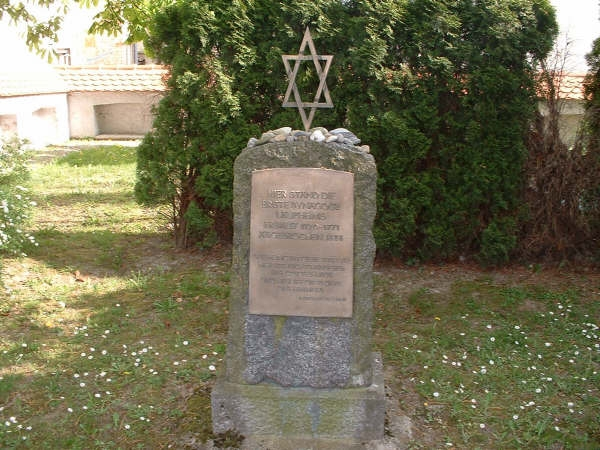
Monument commémoratif pour la synagogue incendiée au cimetière juif de Laupheim.

Laupheim était le centre administratif du district de Laupheim à partir de 1842 jusqu'en 1938 quand la région a été abolie. Les parties sud de celle-ci ont été incorporées dans le district de Biberach (y compris Laupheim), tandis que le reste a été attribué à la circonscription d'Ulm.

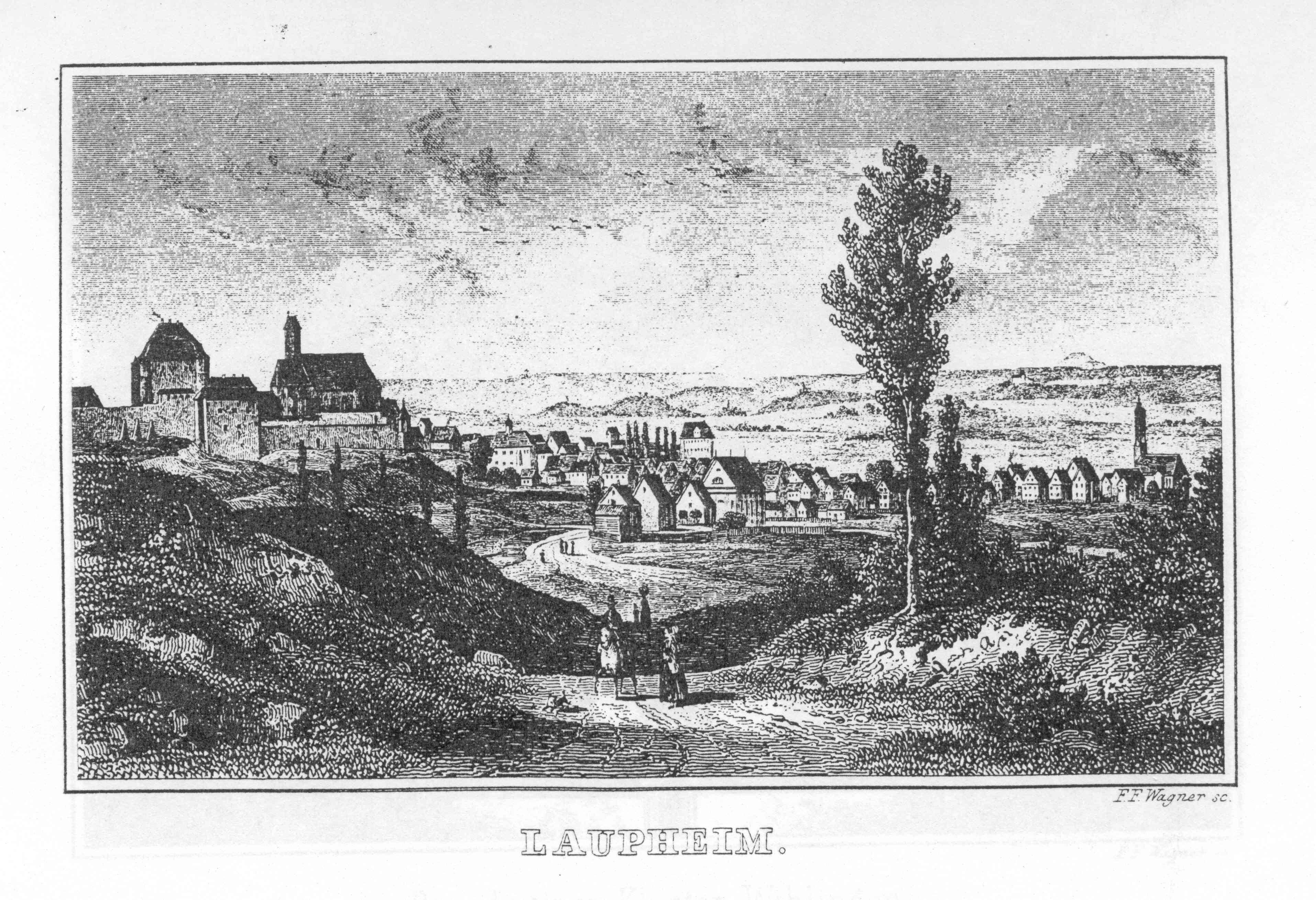
Le village de Laupheim en 1856.

Au milieu du XIXe siècle, Laupheim fut la demeure de la plus grande communauté juive (796 Juifs soit 22,6 % de la population totale en 1856) dans le royaume de Wurtemberg, installée depuis le début du XVIIIe siècle et totalement disparue en 1942, leur synagogue ayant été détruite à l'époque nazie.
Laupheim est un centre d'éducation pour les zones rurales environnantes, en particulier en ce qui concerne l'enseignement secondaire.

## Église paroissiale Saints-Pierre-et-Paul

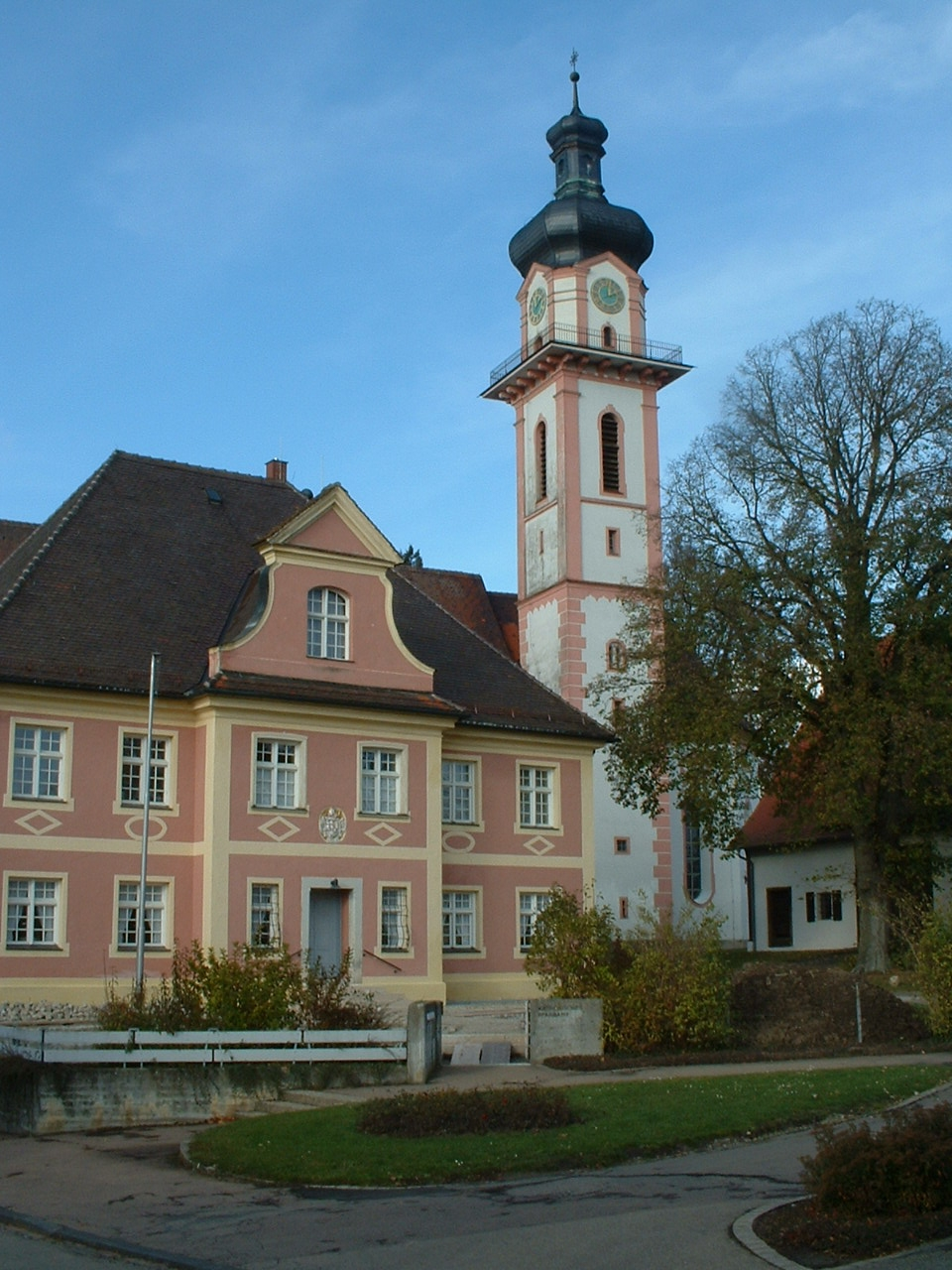
Église Saints-Pierre-et-Paul.

L'église paroissiale Saints-Pierre-et-Paul, construite entre 1623 et 1661, se trouve à proximité du château de Großlaupheim. Elle a été conçue par Martino I. Barbieri de Roveredo en style baroque, montrant les influences du maniérisme. L'intérieur de l'église est décorée de sculptures de Dominikus Hermenegild Herberger et de peintures de Johann Georg Bergmüller.

## Personnalités liées à Laupheim
- Carl Laemmle, fondateur d'Universal Studios, est né à Laupheim en 1867. Le lycée de la ville porte son nom, le Carl-Laemmle-Gymnasium.
- Gretel Bergmann (1914-2017), athlète, y est née. Juive, elle est sujet à des discriminations du régime nazi et fuit aux États-Unis[2]. Le stade de la ville porte son nom.

## Jumelages
| Ville | Ville                | Pays | Pays      |
| ----- | -------------------- | ---- | --------- |
|       | Feyzin               |      | France    |
|       | Neustadt an der Orla |      | Allemagne |